# Melissa Vargas
Melissa Teresa Vargas Abreu (ur. 16 października 1999) – kubańsko-turecka siatkarka, grająca na pozycji przyjmującej i atakującej.
W seniorskiej reprezentacji Kuby zadebiutowała w wieku 13 lat.
W kwietniu 2021 roku otrzymała obywatelstwo tureckie.
W kadrze Turcji zadebiutowała w pierwszym meczu Ligi Narodów 2023 przeciwko reprezentacji Korei Południowej.
29 października 2024 roku w meczu ligowym Vodafone Sultanlar Ligi (2024/2025) przeciwko drużynie Galatasaray Daikin Stambuł doznała kontuzji kolana. Stwierdzono u niej naderwanie II stopnia ścięgna rzepki i mięśnia czworogłowego uda.

## Przebieg kariery
| 2011/2012 |                    | Cienfuegos         |
| 2012/2013 |                    | Cienfuegos         |
| 2013/2014 |                    | Cienfuegos         |
| 2014/2015 |                    | Cienfuegos         |
| 2015/2016 | VK AGEL Prostějov  |                    |
| 2017/2018 | od 28.01.2018      | Voléro Zurych      |
| 2018/2019 |                    | Fenerbahçe Stambuł |
| 2019/2020 |                    | Fenerbahçe Stambuł |
| 2020/2021 |                    | Fenerbahçe Stambuł |
| 2021/2022 | Tianjin Bohai Bank |                    |
| 2021/2022 | od 13.01.2022      | Fenerbahçe Stambuł |
| 2022/2023 |                    | Tianjin Bohai Bank |
| 2022/2023 | od 01.2023         | Fenerbahçe Stambuł |
| 2023/2024 |                    | Tianjin Bohai Bank |
| 2023/2024 | od 06.02.2024      | Fenerbahçe Stambuł |
| 2024/2025 |                    | Fenerbahçe Stambuł |

## Sukcesy klubowe
Puchar Czech:
- 2016

Mistrzostwo Czech:
- 2016

Mistrzostwo Turcji:
- 2023[10], 2024[11]
- 2021, 2022[12], 2025[13]
- 2019

Mistrzostwo Chin:
- 2022, 2023[14], 2024[15]

Klubowe Mistrzostwa Świata:
- 2023[16]

Puchar Turcji:
- 2024[17], 2025[18]

Superpuchar Turcji:
- 2024[19]

## Sukcesy reprezentacyjne
Kuba
Mistrzostwa Ameryki Północnej, Środkowej i Karaibów Juniorek:
- 2014

Puchar Panamerykański U-23:
- 2014

Igrzyska Ameryki Środkowej i Karaibów:
- 2014

Turcja
Liga Narodów:
- 2023[20]

Mistrzostwa Europy:
- 2023[21]

## Nagrody indywidualne
- 2014: Najlepsza punktująca Pucharu Panamerykańskiego
- 2015: Najlepsza atakująca, przyjmująca i serwująca Pucharu Panamerykańskiego
- 2015: Najlepsza przyjmująca Igrzysk Panamerykańskich[22]
- 2023: MVP i najlepsza atakująca Ligi Narodów[23]
- 2023: MVP i najlepsza atakująca Mistrzostw Europy[21]
- 2024: MVP Superpucharu Turcji[24]
- 2025: MVP finału Pucharu Turcji